# Löwenbrücke (Berlin)
Die Berliner Löwenbrücke ist eine 17,3 Meter lange und rund zwei Meter breite Fußgängerhängebrücke im Großen Tiergarten im Ortsteil Tiergarten.  Die denkmalgeschützte Parkbrücke steht im südwestlichen Teil des Tiergartens in der Nähe der Fasanerieallee. Sie führt über einen Wasserlauf, der in den Neuen See mündet. Aufgrund der Zerstörung des Borsigstegs und der alten Hugo-Preuß-Brücke im Zweiten Weltkrieg war die Löwenbrücke nicht nur die letzte erhaltene Hängebrücke Berlins, sondern die älteste Drahtseil-Hängebrücke Deutschlands. Nachdem sie seit 2008 wegen Baufälligkeit gesperrt war, wurde der hölzerne Steg 2014 bis auf drei der vier Löwen entfernt. Sie wurde nach historischen Vorlagen neu aufgebaut und am 3. Juli 2025 wiedereröffnet.

## Geschichte

### Bau und Nutzung: 19. Jahrhundert bis Ende 20. Jahrhundert
Die Brücke wurde 1838 nach Entwürfen von Ludwig Ferdinand Hesse und Christian Friedrich Tieck als Nachbau der Sankt Petersburger Löwenbrücke geschaffen und ist die erste Hängebrücke Berlins. Die filigrane Konstruktion aus Holz ist mit Hängern aus Eisenstäben an je zwei eisernen Paralleldrahtseilen angehängt, die von vier gusseisernen, auf hohen Steinsockeln sitzenden Löwen in ihren Mäulern gehalten werden, wonach die Brücke ihren Namen hat.
Die Tierfiguren wurden nach einem Entwurf eines Schülers von Christian Daniel Rauch bei August Borsig am Oranienburger Tor gegossen. Während die Löwenbrücke in Sankt Petersburg – ebenfalls von einem deutschen Konstrukteur entworfen – eine Kettenbrücke mit dünnen Eisenstäben ist, wurden hier Drahtseile aus nebeneinander liegenden Drähten eingesetzt, weshalb die Entwurfspläne den Titel Drathbrücke tragen. Neben der wasserüberspannenden Funktion war die Brücke zugleich ein Vorzeigeprojekt der gerade gegründeten Borsigschen Eisengießerei, die ihm in der Folge zu immer neuen Aufträgen und schnellem wirtschaftlichem Aufstieg verhalf. Das hölzerne Geländer zwischen den Löwen war als einfacher scherenartigeer Schmuck ausgeführt.
Die Baukosten lagen im Jahr 1838 bei 2578 Reichstalern und 21 Silbergroschen. Bis auf die Löwen wurde das Bauwerk im Zweiten Weltkrieg zerstört. Bei ihrer Wiederherstellung im Jahr 1958 wurde die Brücke weitgehend originalgetreu rekonstruiert.

### Verfall und zunächst unbefristet zurückgestellter Neubau
Im Jahr 2008 wurde die Brücke für den Fußgänger- und Radbetrieb gesperrt, die  Senatsverwaltung für Stadtentwicklung und Umwelt hatte aufgrund erheblicher Schäden an den hölzernen Planken Sorge um die Sicherheit. Um die Brücke wurde ein Bauzaun aufgebaut. Für 2014 war ein „denkmalgerechter Brückenneubau nach historischem Vorbild“ geplant. Stattdessen wurde die Brücke 2014 entfernt und nur die Löwen, zunächst jeweils zwei an jedem Ufer, an ihrem Ort belassen. Die ehemaligen Zugänge zur Brücke wurden durch Stahlrohr-Sperrbügel ersetzt.
Auf eine Kleine Anfrage der Linken erklärte die Berliner Verwaltung im Jahr 2015, dass Planungen zum Neubau der Löwenbrücke wegen Personalmangels im Amt unbefristet zurückgestellt wurden. Im Jahr 2019 standen nur noch drei Löwen an ihrem angestammten Platz.

### Wiederaufbau 2022–2025
Im Juli 2022 konnte der Wiederaufbau gestartet werden. Die Arbeiten wurden bis Ende Juni 2025 erledigt und die Bausenatorin hat die Brücke am 3. Juli wiedereröffnet. Die Sandsteinelemente wurden sandgestrahlt, die Metallelemente (Kettenglieder und Löwen) erhielten eine Vergoldung, der Holzbelag wurde erneuert.

### Galerie

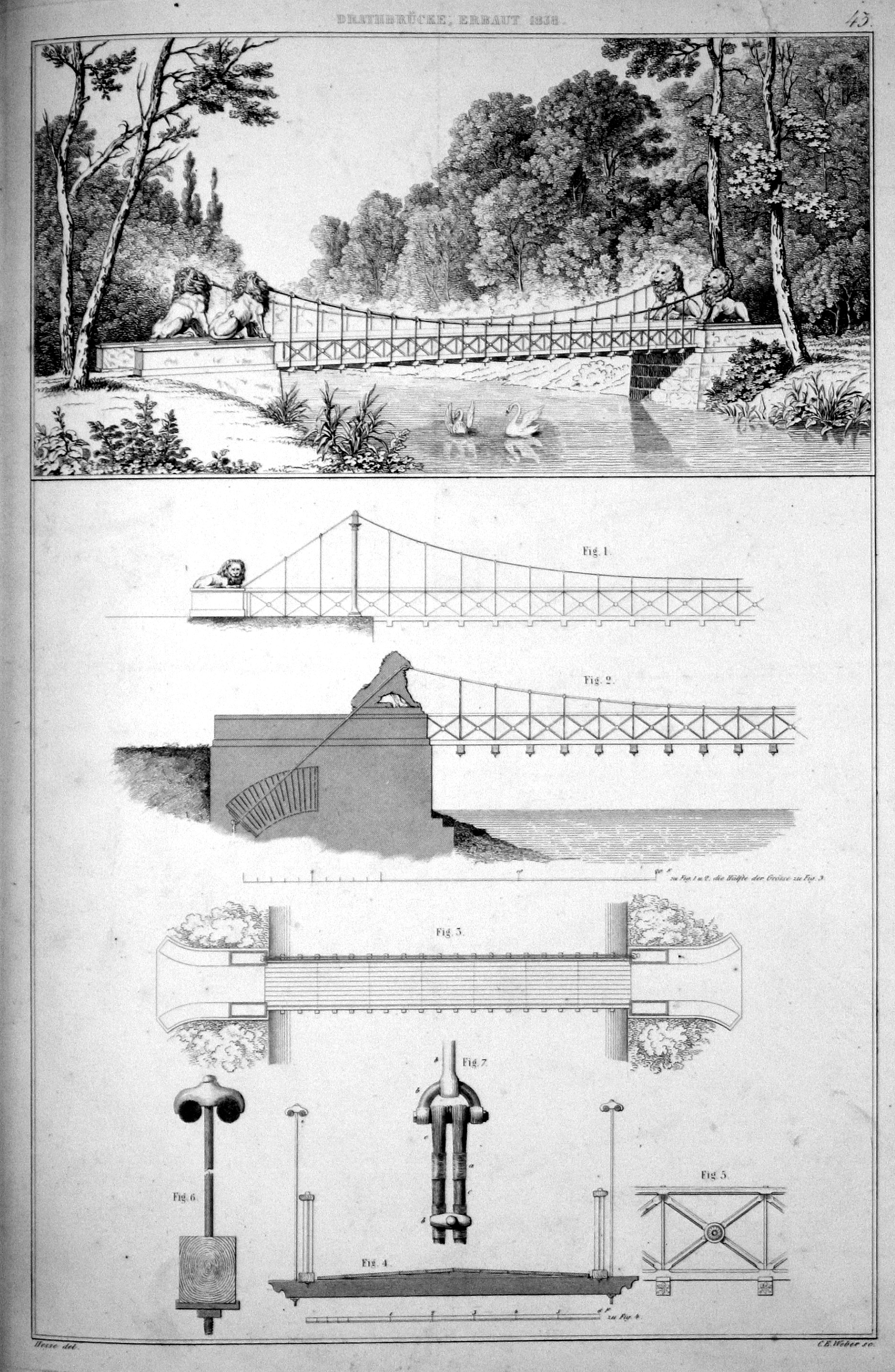
Entwurfszeichnungen von Ludwig Ferdinand Hesse
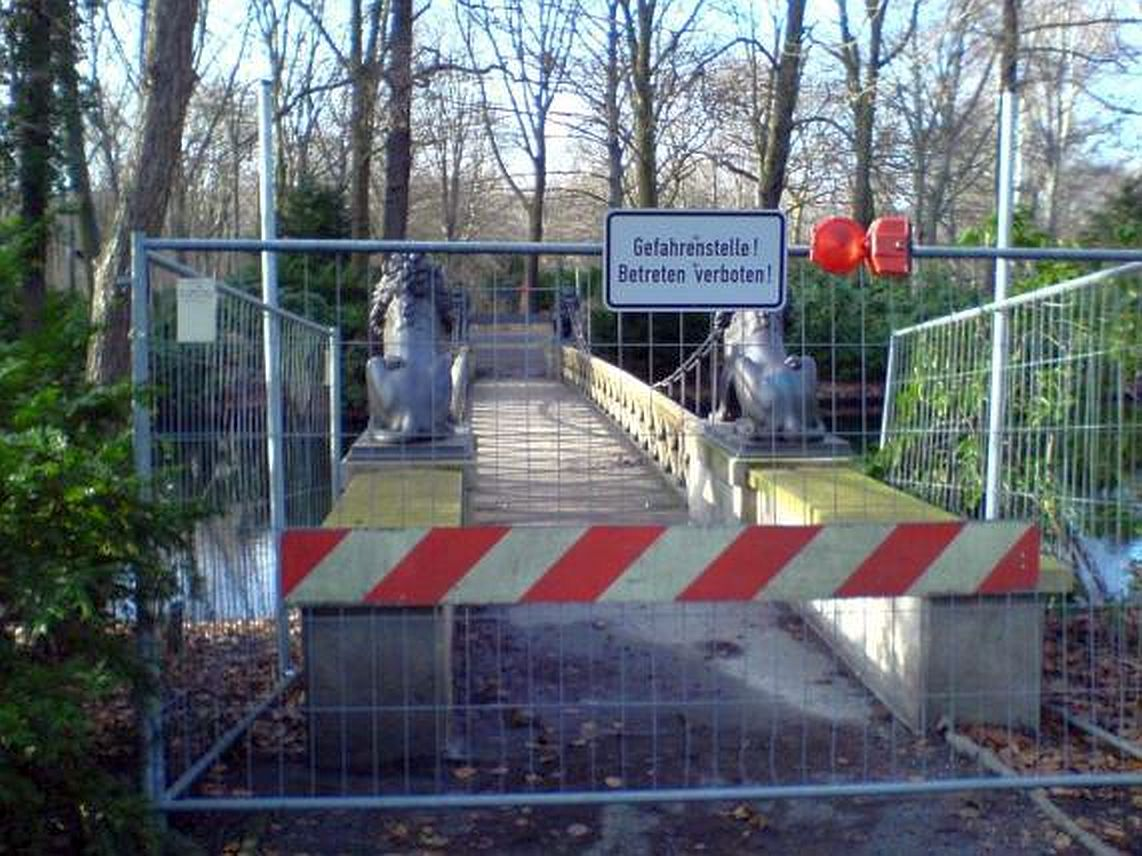
2008: Sperrung der Brücke
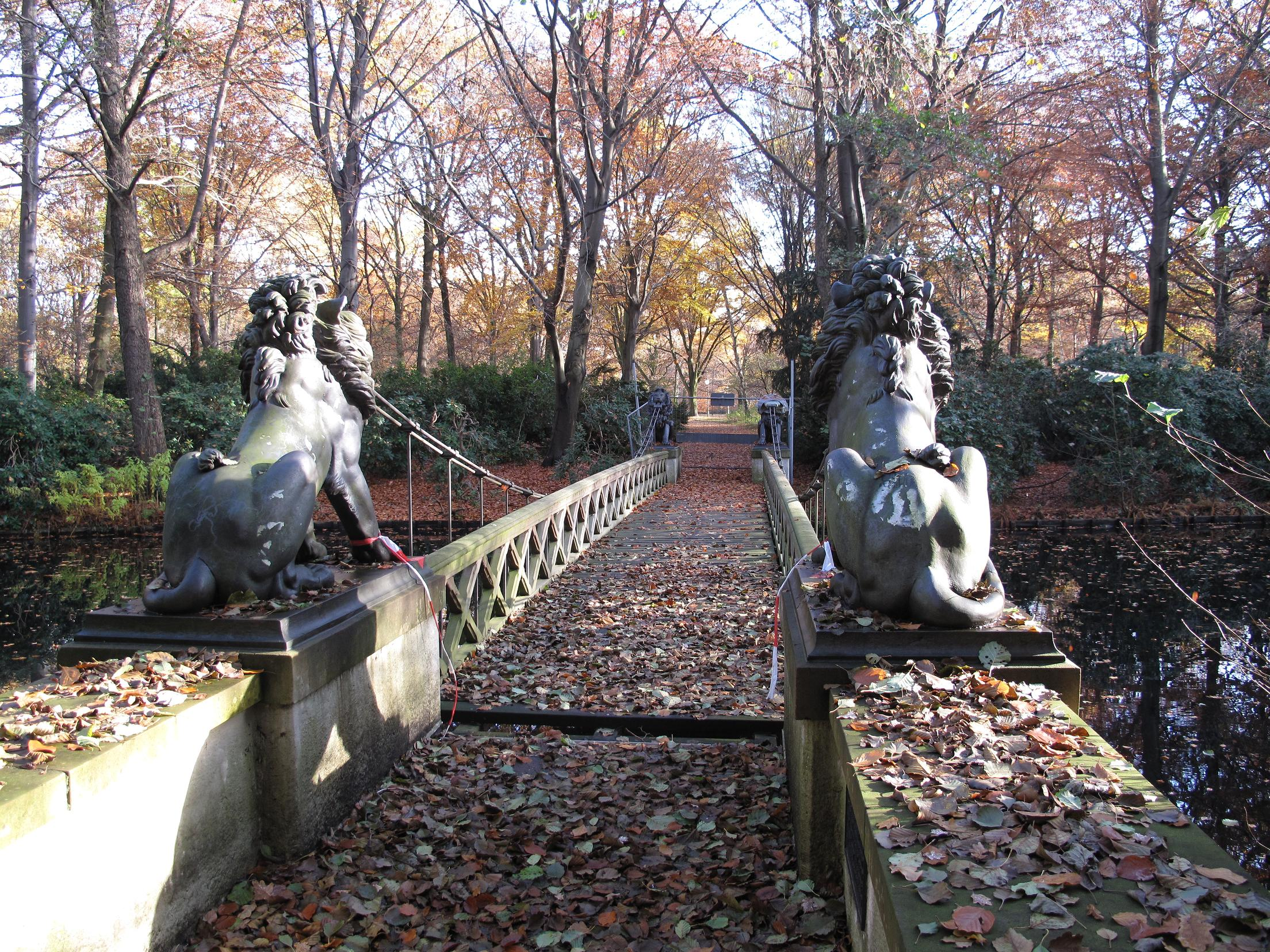
2009: Löwenbrücke im Berliner Tiergarten
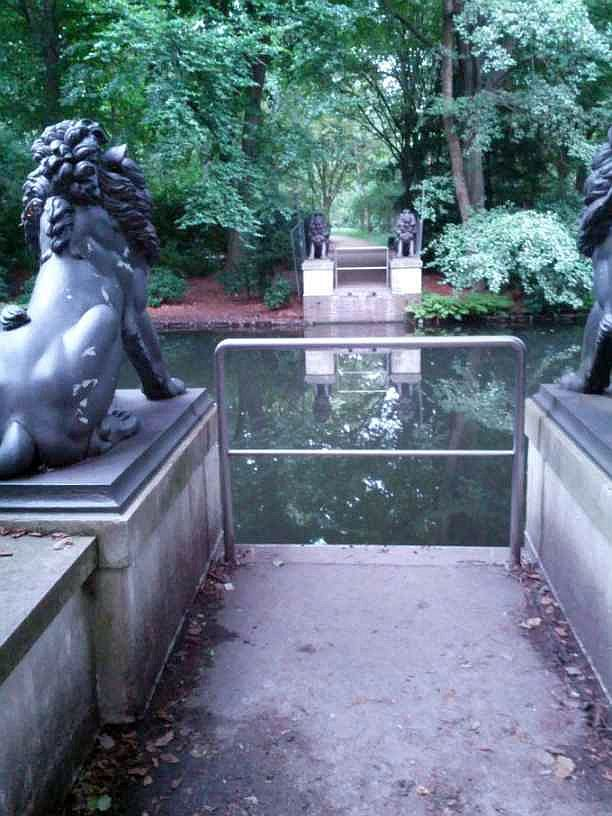
2014: Abbau
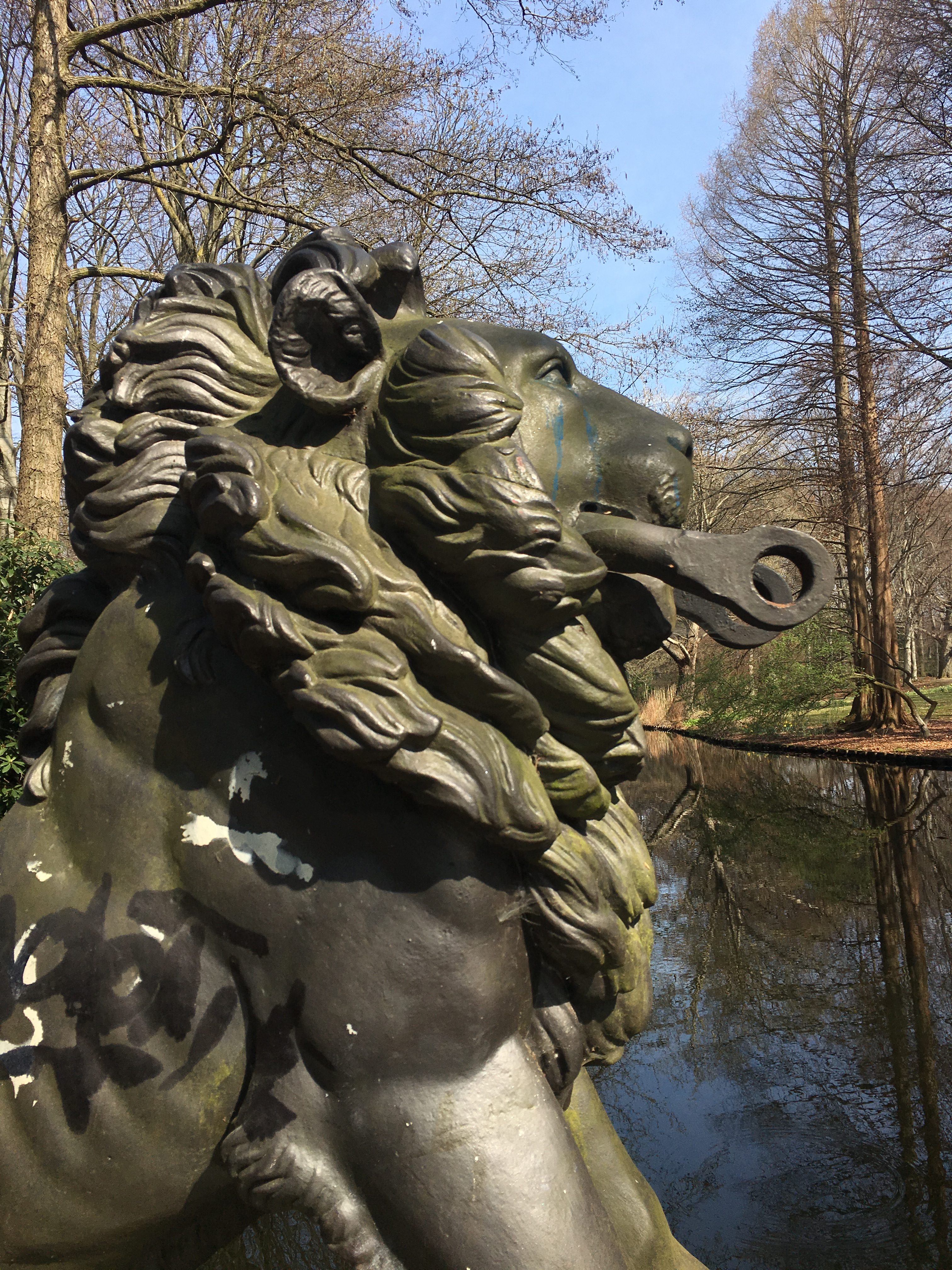
2017: Löwe mit Graffiti auf der Brücke
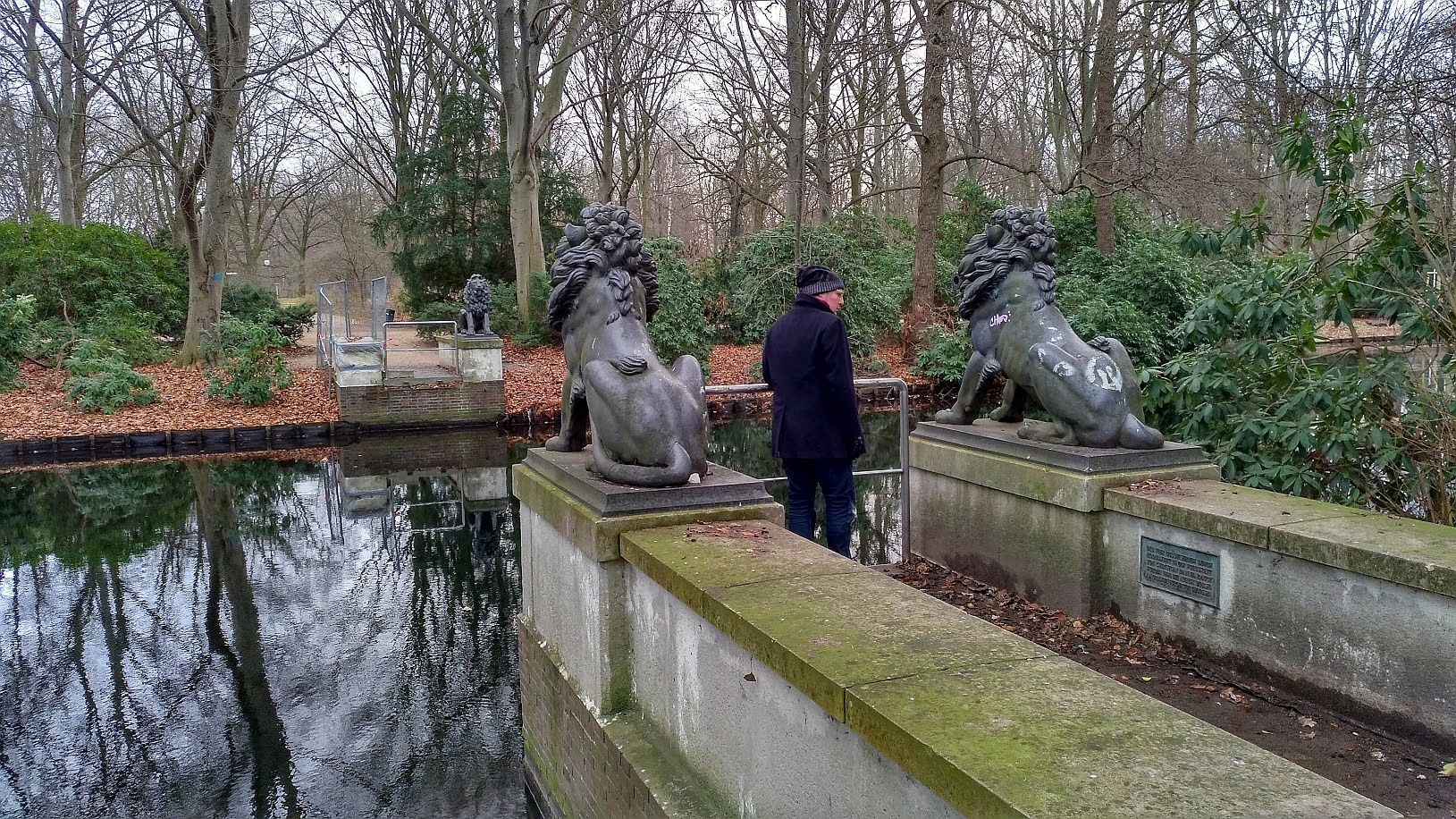
2019: Nur drei der vier Löwen blieben vorerst stehen
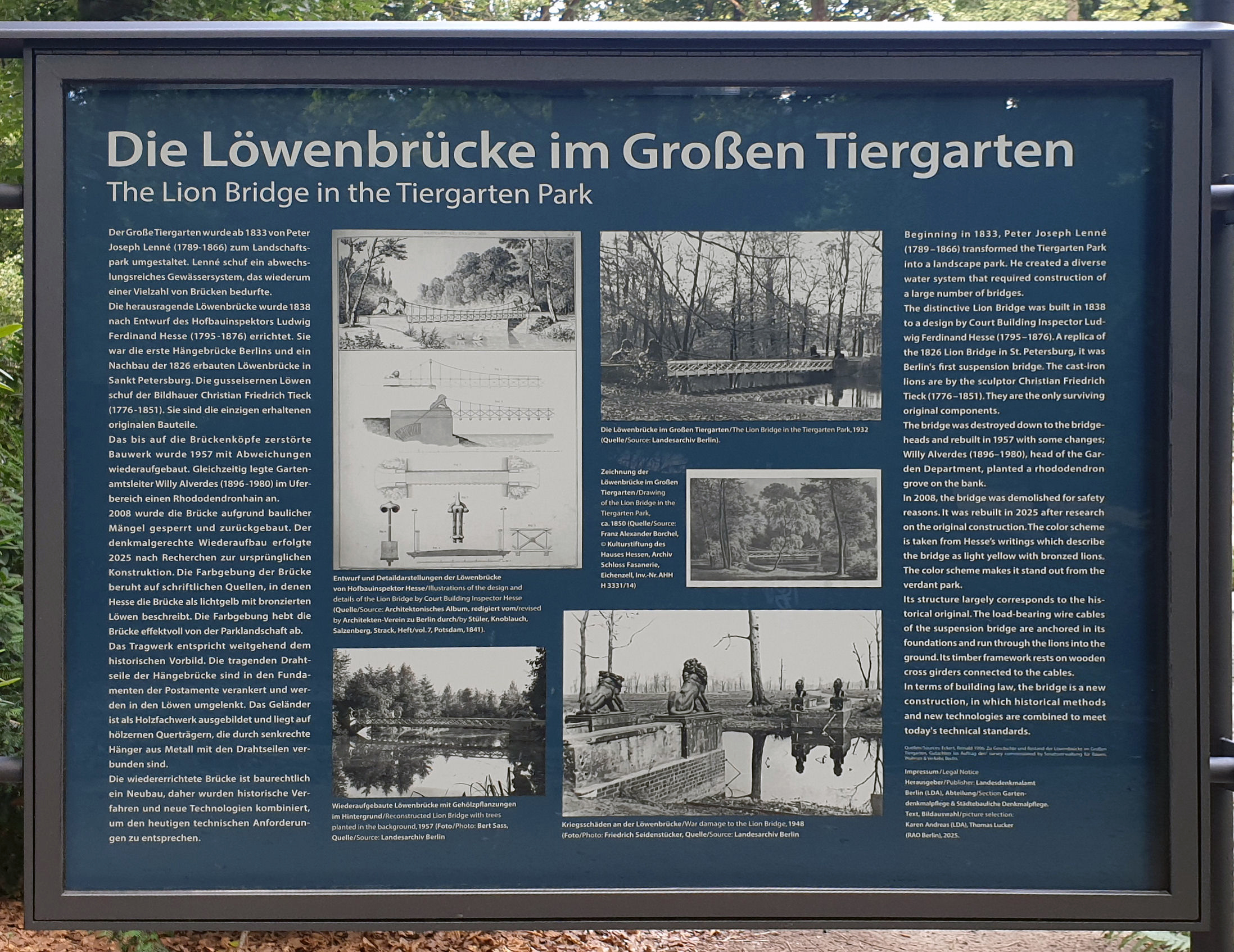
Gedenktafel